# Col du Poutran
Le col du Poutran est un col de montagne situé dans la station de sports d'hiver de l'Alpe d'Huez, dans le département de l'Isère, dans les Alpes françaises. Il se trouve à une altitude de 1 996 mètres. Il est en accès routier seulement sur son versant sud, par l'Alpe d'Huez, le versant nord étant un chemin muletier.

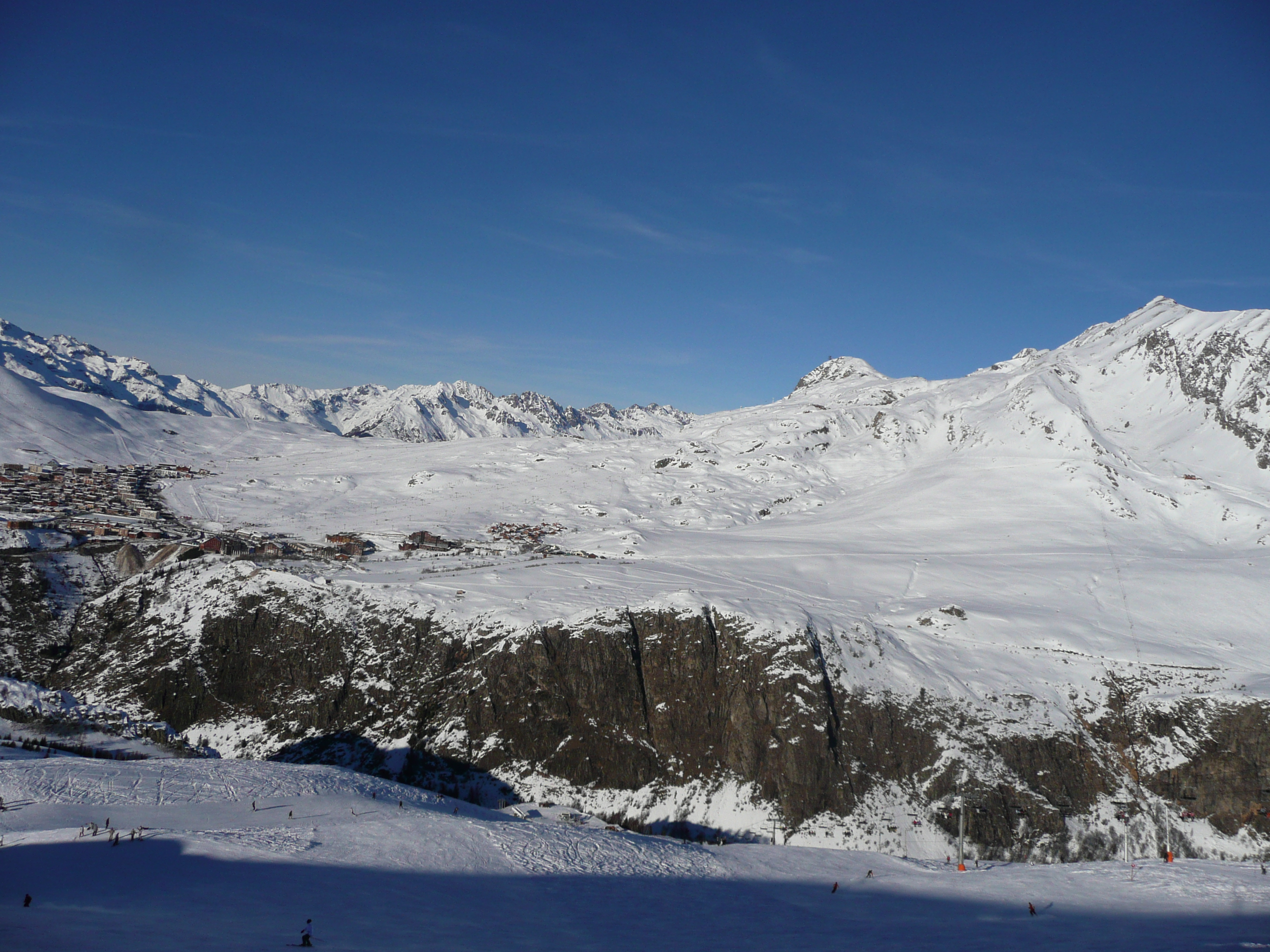
Vue depuis Auris-en-Oisans au sud du col du Poutran au-dessus de la station de l'Alpe d'Huez au pied des Grandes Rousses avec au loin la chaîne de Belledonne.